# August George Simpert van Baden-Baden
August George Simpert van Baden-Baden (Rastatt, 14 januari 1706 - aldaar, 21 oktober 1771) was van 1761 tot aan zijn dood markgraaf van Baden-Baden. Hij behoorde tot het huis Baden.

## Levensloop
August George Simpert was de jongste zoon van markgraaf Lodewijk Willem van Baden-Baden en Francisca van Saksen-Lauenburg, dochter van hertog Julius Frans van Saksen-Lauenburg. In 1707 stierf zijn vader en volgde zijn oudere broer Lodewijk George Simpert hem op als markgraaf, tot in 1727 onder het regentschap van zijn moeder. 
Tijdens het regentschap van zijn moeder werd beslist dat August George Simpert een kerkelijke loopbaan zou doorlopen. In 1726 werd hij kanunnik in Keulen en in 1728 werd hij deken in Augsburg. In 1735 trad August George Simpert uit de kerk en op 7 december van dat jaar huwde in Rastatt hij met Maria Victoria (1714-1793), dochter van hertog Leopold Filips van Arenberg. Het huwelijk bleef echter kinderloos.
In 1761 stierf zijn oudere broer Lodewijk George Simpert zonder mannelijke nakomelingen, waarna August George zijn broer opvolgde als markgraaf van Baden-Baden. Omdat hij zelf ook kinderloos was, zag het ernaar uit dat het katholieke markgraafschap Baden-Baden na zijn dood toegevoegd zou worden bij het protestantse Baden-Durlach. In 1765 ondertekende August George Simpert een erfcontract met markgraaf Karel Frederik van Baden-Durlach, waarbij afgesproken werd dat er vrijheid van godsdienst zou komen na de vereniging van het katholieke Baden-Baden met het protestantse Baden-Durlach.
In 1771 stierf August George Simpert op 65-jarige leeftijd. Tijdens zijn bewind had hij een schoolorde, een brandverzekeringsfonds en een weduwefonds ingevoerd. Hij werd begraven in de Stiftkerk van Baden-Baden.